# Atminimo-Park

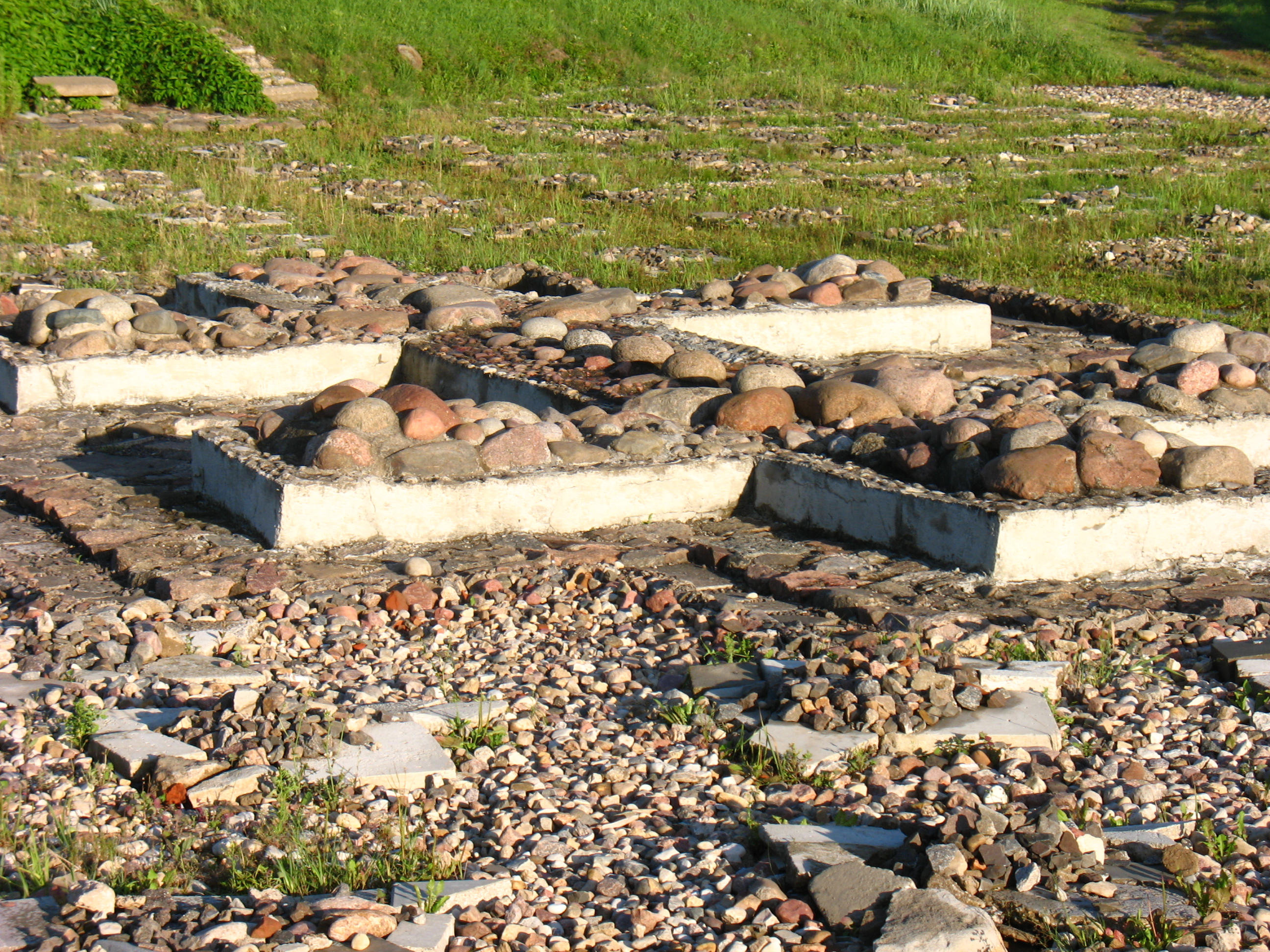
Vytis-Kreuz aus Steinen

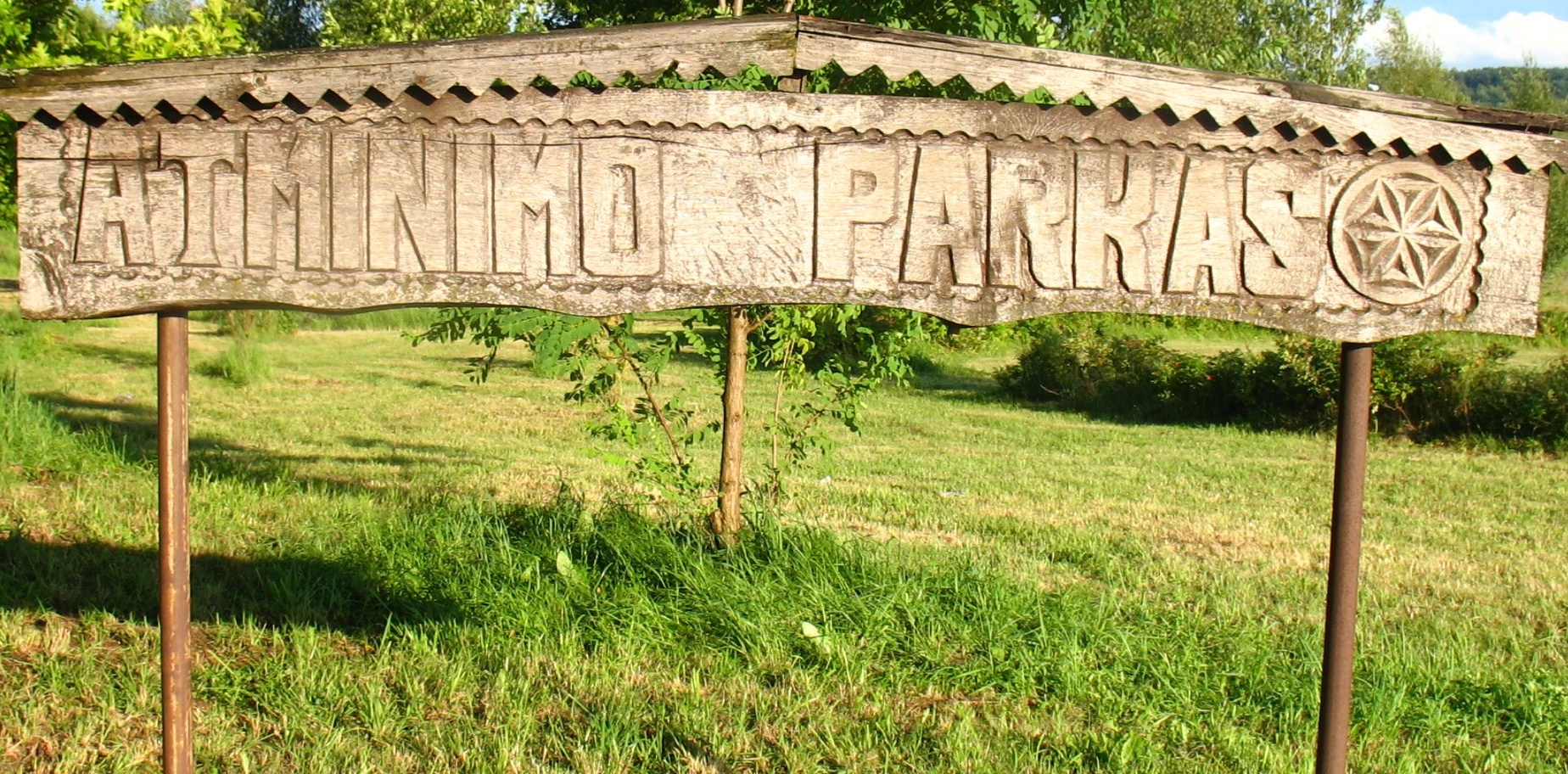
Parktafel

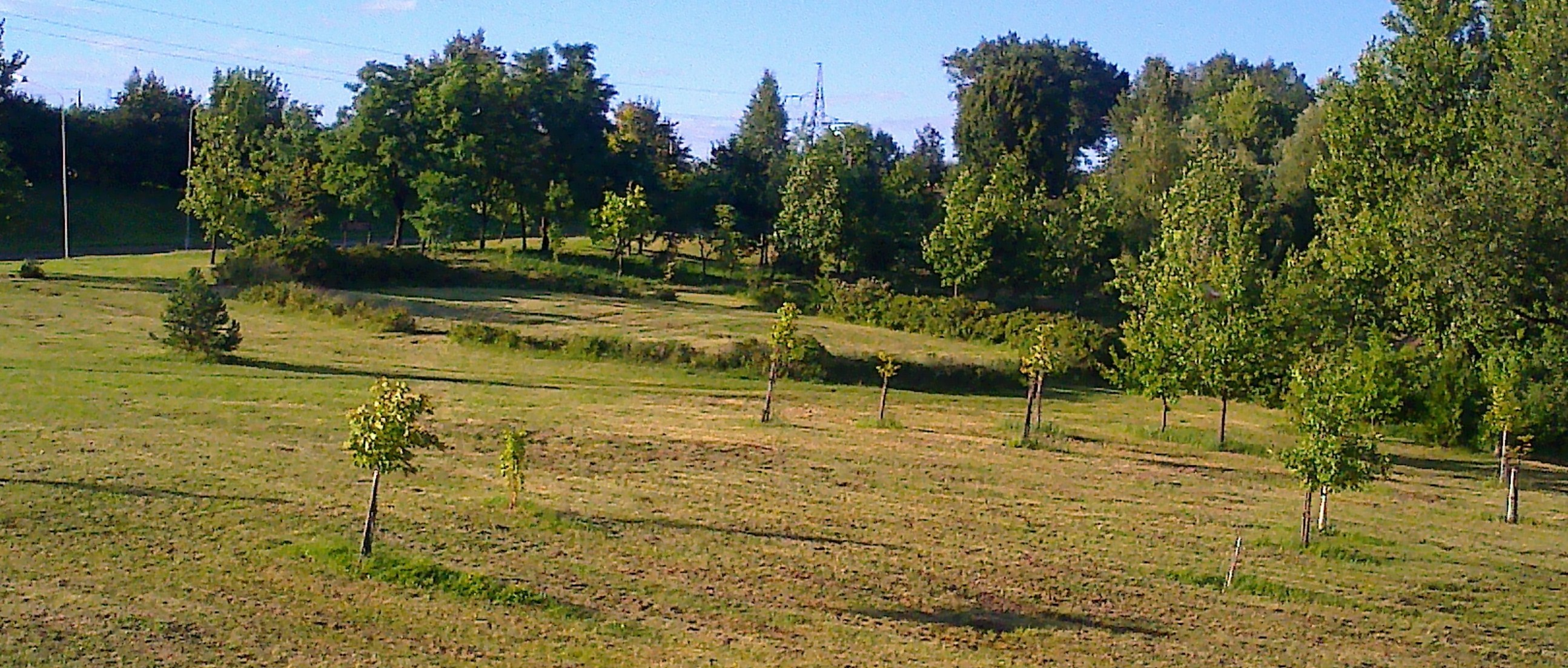
Park

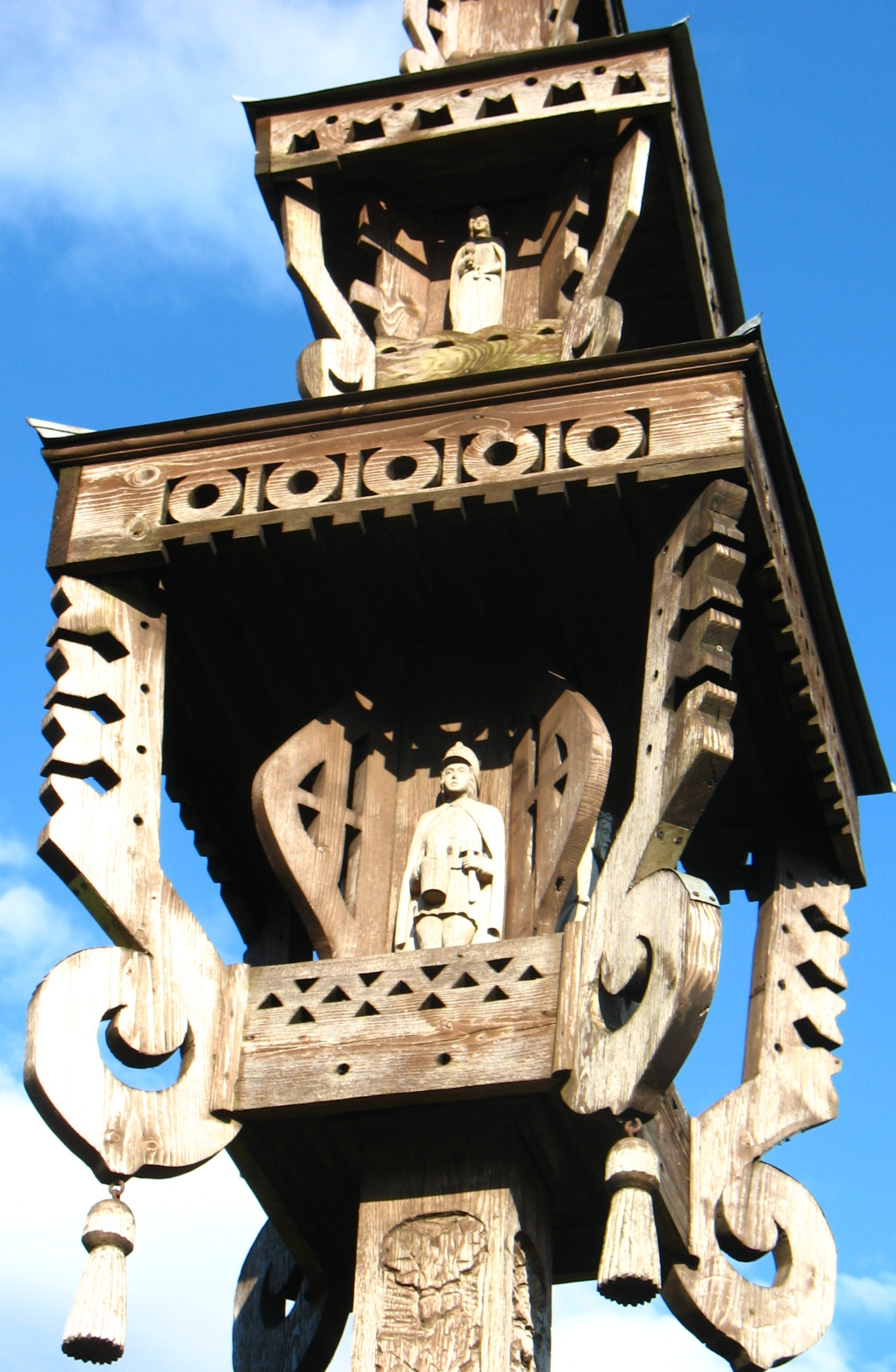
Holzkreuz

Der Atminimo-Park (lit. Atminimo parkas, dt. 'Erinnerungspark') ist ein Park in der Stadt Jonava, Bezirk Kaunas, Litauen. Er liegt an der Eisenbahnstraße Jonava-Gaižiūnai, an der Paneriai-, Fabriko- und Jonas-Basanavičius-Straßen, unweit von der Siedlung des Forstamts Jonava. Hier wachsen Eichen, Birken, Ahorn, Pappeln, Wacholder, gewöhnliche Robinien, Rosen, verschiedene Büsche. Seit 1989 steht im Park ein Schützen-Holzkreuz. An der Paneriai-Straßenseite befindet sich ein Vytis-Kreuz, das zugemauerte Steinen-"Puzzle", gemacht von der ehemaligen Sibirien-Deportierten Aldona Rutkauskienė.

## Geschichte
Den Park gründeten die Forstingenieure des Forstamts Jonava Antanas Jakštas (1918–1999) und Stasė Mazgelienė (1944–2015). Der Park ist ein Andenken an die Kämpfer für die Unabhängigkeit Litauens. Die ersten Arbeiten gab es 1990, nachdem die Erlaubnis vom Vorsitzenden des Ausführungskomitees der Rajongemeinde Jonava erteilt wurde. Die Bäume pflanzten die Mitarbeiter des Forstbetriebs und Vertreter der verschiedenen Organisationen der Rajongemeinde. 1994 wurden (meistens) die Eichen zum Andenken der litauischen Partisanen wie Juozas Lukša-Daumantas (1921–1951), Jonas Žemaitis-Vytautas (1909–1954), Adolfas Ramanauskas-Vanagas (1918–1957) gepflanzt.

## Holzkreuz
1928 wollte die Schützenunion (Šaulių sąjunga) das Jahrzehnt der Unabhängigkeit Litauens verewigen und beschloss, ein nationales Denkmal am Rande von Jonava zu bauen. Den Bau organisierten Schützen-Gruppenführer Justinas Vareikis und ein Grundschullehrer. Sie wurden von Pfarrer Petras Vaitiekūnas unterstützt. Projektautor war Künstler Adomas Varnas (1879–1979). Der Meister war Dominikas Leparskis (1902–1993), der das Kreuz noch mit kunstvollen Schnitzereien verzierte. Teile des Kreuzes wurden mit einem Eichenlaub und Eicheln verziert und bemalt. Das Eichenlaub war aus Bronze und der Boden farbig (weiß, grün und rot). Leparskis hat auch Heiligenstatuen geschnitzt. Am 14. Oktober 1928 wurde das Kreuz geweiht. Am Fest nahmen Generalleutnant Vladas Nagevičius (1880–1954), Künstler Antanas Žmuidzinavičius (1876–1966), Schützen-Chor (Dirigent N. Martinionis) und das Orchester vom Militärmuseum Kaunas teil. 
Das Holzkreuz wurde in der Sowjetzeit zerstört und nach der Erlangung der Unabhängigkeit Litauens wieder gebaut. 1990 wurde es vom Kreisdechant Vincas Algirdas Pranckietis (1923–2016) geweiht.

## Quelle
1. ↑  Atminimo parkas (Paminklai genocido aukoms ir rezistencijos dalyviams atminti Jonavos rajone)